# 三島さやか
三島 さやか（みしま さやか、1973年8月2日 ）は、日本のナレーター。元SBC信越放送のアナウンサー。

## 人物・経歴
長野県長野市出身。立教大学卒業。1996年に信越放送に入社。
1998年の長野五輪の番組『オリンピック夢パーク』のキャスターなどを経て、1999年から2005年まで『SBCニュースワイド』を担当。『モーニングワイド ラジオJ』・『おとなりラジオ あらら…』のパーソナリティなどを務めたのち、2009年10月より再び『SBCニュースワイド』のキャスター。記者・ディレクターとしても取材や特集・番組を制作。
2006年度JNN&JRNアノンシスト賞：テレビの部読み・ナレーション部門で『SBCスペシャル』のドキュメンタリーナレーション最優秀賞。2008年度JNN&JRNアノンシスト賞ラジオ部門の「読み・ナレーション」優秀賞受賞。
2021年度ディレクター・ナレーションを務めたSBCラジオスペシャル『Lost and Found〜家族と故郷を失った父と娘の10年』が日本民間放送連盟賞・ラジオ報道部門優秀賞受賞。同番組で令和3年度『第76回・文化庁芸術祭』ラジオ部門ドキュメンタリーの部優秀賞、第59回ギャラクシー賞優秀賞受賞。
2023年に信越放送を退社し、フリーランスとしてドキュメンタリーナレーション、司会、シンポジウム・ファシリテーター、演劇・朗読などで活動中。

## 現在の担当番組
- TBSテレビ news23 ナレーション（2024年 - ）

## 過去の担当番組
ラジオ
- 三島さやかのM'S CAFE
- 善光寺表参道 夢彩さがし
- おとなりラジオ あらら…

テレビ
- えなりかずき!そらナビ - 長野県リポーター
- 総力報道!THE NEWS SBC（2009年10月 - 2010年3月26日）
- SBCニュースワイド（1999年3月29日 - 2005年12月27日、2010年3月29日 - 2021年12月24日）